# Mira Awad
Mira Awad (Rameh, 11. lipnja 1975.) palestinska je pjevačica, glumica i tekstopisac.
Rođena je u Ramehu, a živjela je u Tel Avivu. Na Pjesmi Eurovizije 2009. je predstavljala Izrael s Noom s pjesmom "There Must Be Another Way". U polufinalu su završile 7. sa 75 bodova, te su prošle u finale. U finalu su završile 16. s 53 boda.